# Setsuko Inoue
Setsuko Inoue (en japonès 井上 節子 Inoue Setsuko; Prefectura de Kanagawa, 16 de setembre de 1946) va ser una jugadora de voleibol japonesa que va competir durant la dècada de 1960.
El 1968 va prendre part en els Jocs Olímpics de Ciutat de Mèxic, on guanyà la medalla de plata en la competició de voleibol.